# 1972 год в изобразительном искусстве СССР
1972 год был отмечен рядом событий, оставивших заметный след в истории советского изобразительного искусства.

## События
- 4 февраля — 1-я Всесоюзная выставка мелкой пластики «Скульптура малых форм» открылась в Москве в выставочных залах Союза художников СССР на Уральской улице. Экспонировались работы 350 авторов из 13 Союзных республик.[1]
- Выставка произведений ленинградского художника Лавренко Бориса Михайловича открылась в залах Ленинградского отделения Союза художников РСФСР[1]

- 9 марта — Выставка «Рисунок и акварель передвижников» открылась в Москве в выставочных залах Академии художеств СССР.[2]
- 14 марта — Весенняя выставка произведений московских художников открылась в Доме художников на Кузнецком мосту.[2]
- 16 марта — Выставка «Портретная живопись передвижников» открылась в Москве в залах Третьяковской галереи.[2]
- Выставка «Бытовая живопись передвижников» открылась в Ленинграде в залах Русского музея.[2]
- 13 апреля — Выставка произведений известной художницы-графика А. П. Остроумовой-Лебедевой к 100-летию со дня рождения открылась в Ленинграде в залах Русского музея.[3]

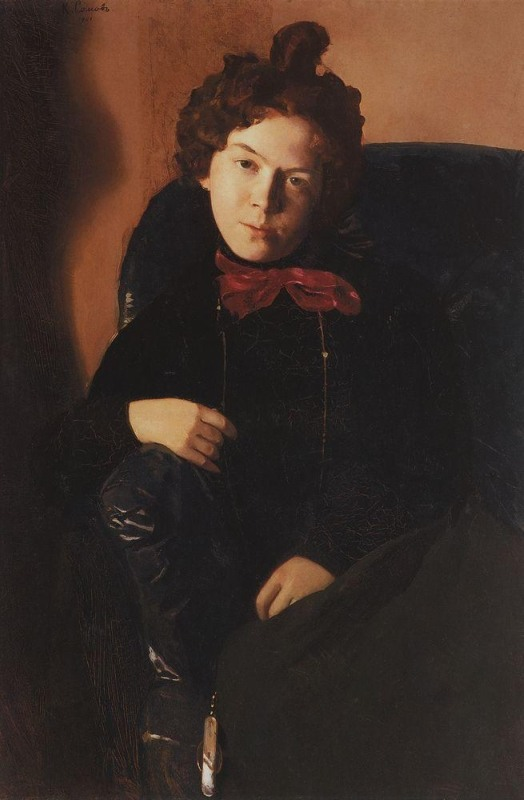
Анна Остроумова-Лебедева
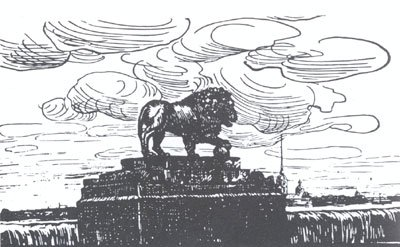
Лев и Крепость. 1901

- 27 апреля — Выставка произведений художников Карельской АССР открылась в Ленинграде в залах Русского музея. Экспонировались около 200 работ живописцев, скульпторов, графиков республики.[4]
- 28 апреля — 3-я Выставка произведений молодых художников открылась в Москве в залах Академии художеств СССР. Экспонировались 350 работ 110 авторов, выполненных по договорам с Академией художеств и в её творческих мастерских.[3]

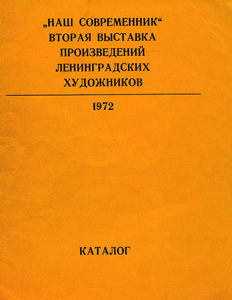
Каталог выставки

- Вторая выставка произведений ленинградских художников «Наш современник» открылась в мае в Ленинграде в залах Государственного Русского музея. Издан подробный каталог выставки[4][5].
- 8 мая — 7-я Выставка московских художников-ветеранов Великой Отечественной войны открылась в Доме Художников на Кузнецком мосту. Экспонировалось 500 произведений живописи, скульптуры, графики 200 авторов.[4]
- 8 июня — Всероссийская выставка рисунка открылась в Ленинграде в залах Русского музея.[6]
- 9-я Выставка молодых художников Москвы открылась в Доме Художников на Кузнецком мосту. Экспонировалось 800 произведений живописи, скульптуры и графики.[7]
- 15 июня — 3-я Всесоюзная выставка акварели открылась в Москве в выставочных залах Дирекции художественных лотерей. Экспонировалось свыше 800 работ.[7]
- 7 июля — Выставка молодых художников Российской Федерации открылась в Москве в залах Академии художеств СССР. Экспонировалось 700 произведений живописи, скульптуры, графики.[8]
- 11 августа — Всесоюзная выставка произведений молодых художников открылась в Москве в ЦВЗ «Манеж». Экспонировалось 1500 произведений живописи, скульптуры и графики.[9]
- 22 августа — Выставка художественного стекла, представленного продукцией 15 лучших заводов Российской Федерации, открылась в залах Академии художеств СССР.[9]

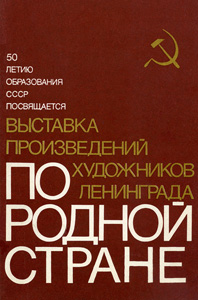
Каталог выставки

- 22 сентября в Русском музее и залах ЛОСХ открылась зональная выставка произведений художников Ленинграда «По родной стране». Издан подробный каталог выставки[10][11].
- 14-я Всесоюзная выставка дипломных работ выпускников художественных институтов 1969—1971 годов открылась в Ленинграде в залах Научно-исследовательского музея Академии художеств СССР.[8]
- Всесоюзная выставка «СССР — наша Родина», посвящённая 50-летию образования СССР, открылась в Москве в Центральном выставочном зале с участием Николая Баскакова, Вячеслава Загонека, Майи Копытцевой, Евсея Моисеенко, Николая Позднеева, Ивана Савенко, Глеба Савинова, Владимира Саксона, Юрия Тулина, Виталия Тюленева и других художников. Издан подробный каталог работ[12].
- 1 ноября — Выставка группы художников — членов ЛОСХ, получившая по числу её участников название «Выставка одиннадцати», открылась в Ленинграде в новом выставочном зале Союза художников РСФСР на Охте. Среди участников выставки Евгения Антипова, Завен Аршакуни, Валерий Ватенин, Герман Егошин, Ярослав Крестовский, Валентина Рахина, Константин Симун, Виктор Тетерин, Леонид Ткаченко, Виталий Тюленев, Борис Шаманов, представлявших «левое» крыло ленинградского Союза. Издан подробный каталог работ[13][14].
- Выставка произведений художника Николая Христофоровича Рутковского открылась в залах Ленинградского отделения Союза художников РСФСР[15]
- Выставка произведений художника Юрия Ниловича Тулина открылась в залах Ленинградского отделения Союза художников РСФСР[16]
- Выставка произведений художника Бориса Сергеевича Угарова открылась в Ленинграде в Музее Академии художеств СССР[17].
- В Италии на XXXV Венецианской биеннале участвовали советские художники, прошла групповая выставка 31 художника. Среди них были:Кузьма Петров-Водкин, Николай Томский,  Евсей Моисеенко, Клычев Иззат.

## Скончались
- 9 января — Шурпин Фёдор Саввич, советский живописец, Заслуженный деятель искусств РСФСР, лауреат Сталинской премии (род. в 1904).
- 15 марта — Лактионов Александр Иванович, русский советский живописец, график и педагог, Народный художник РСФСР, действительный член Академии художеств СССР, автор известной картины «Письмо с фронта» (род. в 1910).
- 5 мая — Сарьян Мартирос Сергеевич, армянский и советский живописец-пейзажист, график и театральный художник, действительный член Академии художеств СССР, Народный художник СССР, Герой Социалистического Труда, лауреат Ленинской и Сталинской премии (род. в 1880).
- 12 мая — Пластов Аркадий Александрович, русский советский живописец, Народный художник СССР, лауреат Ленинской и Сталинской премии, действительный член АХ СССР (род. в 1893).
- 18 июня — Платунов Михаил Георгиевич, российский советский живописец, график и педагог, Заслуженный деятель искусств РСФСР (род. в 1887).
- 19 сентября — Пророков Борис Иванович, русский советский график, Народный художник СССР, член-корреспондент Академии художеств СССР, лауреат Ленинской и двух Сталинских премий (род. в 1911).

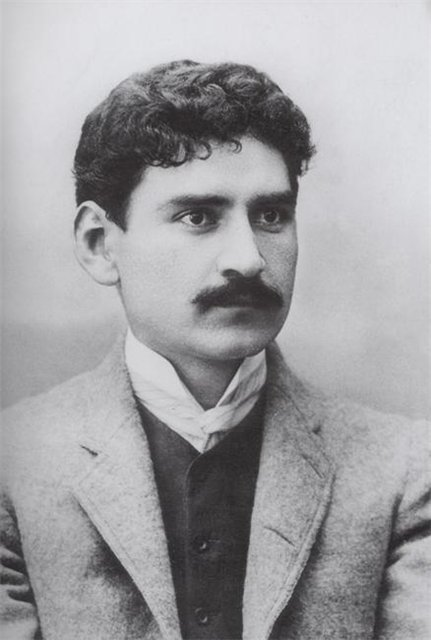
Мартирос Сарьян